# バクリグループ
バクリグループ(Bakrie Group)はインドネシアの企業グループ。同国内のプリブミ（土着）系グループとしては最大の規模とされる。

## 沿革

### 創業の背景
インドネシアの独立後はオランダ企業と華人企業がそれぞれ農業関連と商業を支配しており、戦争による経済の混乱もあり土着系企業の育成が必要とされた。そこで土着系企業の育成を目的とした「ベンテン」政策が行われ、輸入関連に対する国営銀行の低利融資と輸入許可証の交付が行われた。ベンテン政策自体は1965年に廃止され、土着企業もスカルノ政権時代に発生したインフレで多数が衰退し、ベンテン政策は失敗に終わった。バクリグループは当時、ベンテン政策を利用して事業拡大した企業の一つだった。

### 創業
1916年、創業者のアフマド・バクリは南スマトラ州（現ランプン州）の小農として生まれた。1934年頃から1940年にかけてオランダの製薬会社の販売員として製品を売り歩き、また1936年に商業学校を卒業した後はコーヒーと胡椒を扱う商人をしていたとされる。1942年2月に日本がインドネシアに侵攻した際にオランダ船の入港が禁じられて薬価の高騰が発生すると、アフマドは自身の勤めていた製薬会社が倒産した際にその薬を買い占めて莫大な利益を獲得、商社を立ち上げる際の元手にした。アフマドは父や兄と共に商社「バクリ・アンド・ブラザーズ・ジェネラル・マーチャント・アンド・コミッション・エージェント社」を設立、1951年に法人の設立認可を獲得、1952年に有限会社から株式会社「バクリ・アンド・ブラザーズ」になった。

### 事業拡大
設立当初、アフマドの商社は日本軍とのゴムや薬品の取引、胡椒やコーヒーなどの農作物の流通、様々な消耗品の輸入を扱っていた。株式会社になった1952年頃からは欧米企業の現地総合エージェントとしてのビジネスも行うようになった。1957年にはカワット社の鉄工所を買収して製造業にも手を広げ、1957年にバクリ・スティール社を設立して鉄鋼業を扱う国内初の民間企業となった。1966年にマレーシア、オーストラリア、ニュージーランド、アメリカへの輸出を開始し、1975年にはいすゞ自動車やトヨタ自動車との合弁会社として鋳物・自動車部品メーカーの「バクリ・トサンジャヤ社」を設立した。
1982年、創業者の長男アブリザル・バクリが「バクリ・アンド・ブラザーズ」の副社長に就任した。1984年、香港のアジア・パシフィック・パイプ投資会社 (APPI) との合併認可がおり、バクリグループはAPPIとの工場建設のため総投資額6億ドルの事業に参加した。これによりアブリザル・バクリは国際青年会議所から「世界の代表的青年実業家」として表彰されるなど高い評価を得た。1985年、1974年にオーストラリアの建設会社との合弁会社として設立した建築資材会社ジェームズ・ハルディ社の全株式を「バクリ・アンド・ブラザーズ」が買収し、「バクリ・ビルディング・インダストリー社」に改名した。1986年時点でバクリグループは総売上520億ルピア、子会社14社、被雇用者1万人に成長していた。だが、京都大学の小西鉄によれば、同じくベンテン政策の時代に勢力を伸ばした企業の中でハシム・ニン、パルデデ、スダルポ、エディ・コワラ、フリッツ・エマンなどは1980年代の時点で既にインドネシア有数の大企業になっており、バクリグループはベンテン政策時代出身の大企業としてはむしろ後発組であったという。

### 第二世代へ
1988年、創業者アフマド・バクリが死去し長男のアブリザル・バクリが会長に就任した。バクリグループは1992年までに持ち株会社3社とその傘下の子会社というピラミッド構造にグループ内を整理し、アフマドの息子3人が持ち株会社を1社ずつ継承した。長男のアブリザル・バクリは「バクリ・アンド・ブラザーズ」を継承し、その傘下には鉄鋼などの製造業、通信、農園、商業などの中核部門18社がおかれた。次男のニルワン・バクリは「バクリ・キャピタル・インドネシア」を継承し、金融、銀行、保険、警備部門などの21社を傘下に収めた。三男のインドラ・バクリは「バクリ・インベスティンド」を継承し、メディア、不動産、鉱物などの新規部門8社を統括することになった。また、創業者一族は監査役会を押さえることでグループを管理し、「バクリ・アンド・ブラザーズ」の監査役会長はアブリザルが、「バクリ・キャピタル・インドネシア」と「バクリ・インベスティンド」監査役会長はニルワンが就いた。
1989年8月、バクリグループはジャカルタ証券取引所に上場した。株価は急上昇し、それに伴い自己資本の増加と負債総額の急減により負債・資本比率は9:1から1:1まで改善した。1990年には農園部門のユニロイヤル社も「バクリ・スマトラ・プランテーション」に改名して上場した。
1996年時点のグループ売上は2.4兆ルピアと国内第17位であり、プリブミ系グループとしてはスハルト系の2グループに次ぐ第3位につけた。また、収益と資産でもスハルト系を除くプリブミ系グループの中では最上位であった。

### 21世紀
ナット・ロスチャイルドは2010年からバクリ家と取引していたが、2015年にアジア・リソース・ミネラルズの保有していた株17.2パーセント分を全て売却し、インドネシアの石炭から手を引いた。

## バクリ家
- アフマド・バクリ（インドネシア語版） (1916 - 1988) ：創業者[16]。
- アブリザル・バクリ：アフマドの長男[7]。2009年にゴルカル党の党首に選出される[17]など、政治家としても活動している。
- ニルワン・バクリ：アフマドの次男[7]。
- インドラ・バクリ：アフマドの三男[7]。

## シドアルジョの補償問題
2006年5月29日、東ジャワ州シドアルジョ県ポロン郡で、バクリグループに属するラピンド・ブランタス社の採掘現場から泥が噴出した。この原因はラピンド社が採掘していたパンジャル・パルジ天然ガス田か、それとも噴出の2日前にジョグジャカルタで発生した地震かで意見が分かれているが、2007年の大統領令でラピンド社が3兆9千億ルピアの補償金を支払うことになった。だが、10年が経過した2016年時点でも支払いが完了しておらず、2013年には未払い分の補償金の支払いを求める被害者約400人がデモを実行し、ゴルカル党党首でバクリグループの創業者一族であるアブリザル・バクリを批判し責任を果たすよう求めた。